# Guerra del aguacate
Se conoce como la Guerra del aguacate a una serie de conflictos diplomáticos y comerciales entre México y Estados Unidos ocurridos en torno a las restricciones impuestas por este último, tras la firma del Tratado de Libre Comercio de América del Norte, al ingreso de aguacates producidos en tierras mexicanas.

## Historia
En diciembre de 2001, luego que se firmara el TLCAN, México intentó exportar aguacates a Estados Unidos. El gobierno estadounidense cerró las puertas a la importación de aguacate mexicano bajo el pretexto de que el intercambio comercial llevaría consigo plagas que, finalmente, destruirían las plantaciones de aguacate en California. El gobierno mexicano sugirió que inspectores estadounidenses analizaran la producción, pero la oferta fue rechazada. México propuso entonces vender aguacates únicamente al noreste de Estados Unidos (las moscas de los frutos no soportan fríos extremos). El gobierno estadounidense cedió únicamente cuando el gobierno mexicano comenzó a imponer barreras arancelarias al maíz estadounidense. Los aguacates mexicanos eran aceptados hasta 2007 en 47 de los 50 estados de Estados Unidos (eran excepciones Florida, California y Hawái). Según lo acordado en el TLCAN, en el año 2007 se abrió la importación en los 3 estados restantes.